# بلال (الأردن)
بلال هي مدينة في محافظة عمان شمال غرب الأردن.